# SeaWorld
SeaWorld是美国一家以主题公园業務為主的企業，也是United Parks & Resorts旗下的子公司，公司总部位于佛罗里达州奥兰多。該企業在美國多地開設了主題公園。